# Ben van der Voort
Bernardus „Ben“ Johannes van der Voort (* 7. Oktober 1914 in Utrecht; † 12. März 2002 in Merksem) war ein niederländischer Radrennfahrer und nationaler Meister im Radsport.

## Sportliche Laufbahn
Ben van der Voort war im Bahnradsport aktiv. Er war Teilnehmer der Olympischen Sommerspiele 1936 in Berlin. In der Mannschaftsverfolgung schied das Team mit Chris Kropman, Adrie Zwartepoorte, Ben van der Voort und Gerrit van Wees aus. Der Vierer beendete seinen Vorlauf nicht.
1939 wurde er Berufsfahrer und blieb bis 1948 als Radprofi aktiv. 1941 gewann er die nationale Meisterschaft in der Einerverfolgung. 1946 wurde er Meister im Steherrennen.